# Сарапульський район
Сара́пульський район (рос. Сарапульский район, удм. Сарапул ёрос) — муніципальний округ у складі Удмуртської Республіки Російської Федерації. Адміністративний центр — село Сігаєво.

## Географія
По території округу протікає річка Кама, ліва притока Волги. До Ками в межах округу впадають наступні річки:
- праві притоки — Коноваловка, Нечкінка, Гараніха, Булижиха, Волгозіха, Черепаніха, Яромасска (Яромаска), Мала Сарапулка, Старка, Мельнична, Баришиха (Підчерешкіна), Мульовка, Вагановка; а також річка Сарапулка (Велика Сарапулка), що впадає до Ками на території міста Сарапул, та притоки річки Макаровка, що має гирло на території Зав'яловського району.
- ліві притоки — Мельнична, Велика Ужуїха (Велика Ужуїха, Ужуїха); а також річки Чорна, Симоніха та Паркачиха, які впадають до Ками на території Зав'яловського та Камбарського районів.

## Населення
Населення округу становить 23984 особи (2019, 24625 у 2010, 24215 у 2002).

## Історія
Сарапульський район утворено 4 січня 1924 року у складі Уральської області, з 20 січня 1934 року - Свердловської області. 7 грудня 1934 року район увійшов до складу Кіровського краю. 22 жовтня 1937 року район передано до складу Удмуртської АРСР. 7 березня 1939 року із частини території утворено Камбарський район. У період 1962-1965 років існував укрупнений Сарапульський сільський район. 1991 року центр району перенесено до села Сігаєво. До 2002 року до складу міста Сарапул були включені селища Октябрський та Ужуїха.
2004 року Сарапульський район став муніципальним, сільради перетворені в сільські поселення. Того ж року до складу району передані селища Октябрський та Ужуїха, які були виокремлені зі складу міста Сарапул в окремі населені пункти. 2016 року була зменшена кількість сільських поселень:
- Оленьє-Болотинське сільське поселення увійшло до складу Мостовинського
- Соколовське сільське поселення увійшло до складу Тарасовського

2021 року муніципальний район був перетворений в муніципальний округ, при цьому назва збереглась, були ліквідовані усі сільські поселення:
| Поселення                            | Площа, км² | Населення, осіб (2002) | Населення, осіб (2010) | Населення, осіб (2019) | Центр          | Населені пункти |
| ------------------------------------ | ---------- | ---------------------- | ---------------------- | ---------------------- | -------------- | --------------- |
| Дев'ятовське сільське поселення      | 48,90      | 607                    | 618                    | 524                    | Дев'ятово      | 2               |
| Дулесовське сільське поселення       | 94,98      | 948                    | 969                    | 1028                   | Дулесово       | 4               |
| Кігбаєвське сільське поселення       | 154,72     | 1713                   | 1856                   | 1829                   | Кігбаєво       | 5               |
| Мазунінське сільське поселення       | 96,52      | 911                    | 949                    | 853                    | Мазуніно       | 2               |
| Мостовинське сільське поселення      | 226,53     | 1970                   | 2026                   | 1891                   | Мостове        | 6               |
| Нечкінське сільське поселення        | 246,20     | 1789                   | 1769                   | 1665                   | Нечкіно        | 4               |
| Октябрське сільське поселення        | 291,31     | -                      | 446                    | 392                    | Октябрський    | 2               |
| Сєверне сільське поселення           | 5,72       | 2177                   | 2146                   | 2163                   | Сєверний       | 2               |
| Сігаєвське сільське поселення        | 73,66      | 6296                   | 6161                   | 6435                   | Сігаєво        | 7               |
| Тарасовське сільське поселення       | 145,00     | 1841                   | 1823                   | 1742                   | Тарасово       | 2               |
| Уральське сільське поселення         | 187,74     | 2437                   | 2203                   | 1997                   | Уральський     | 10              |
| Усть-Сарапульське сільське поселення | 47,19      | 738                    | 788                    | 746                    | Усть-Сарапулка | 3               |
| Шадрінське сільське поселення        | 116,75     | 953                    | 957                    | 870                    | Шадріно        | 5               |
| Шевиряловське сільське поселення     | 61,87      | 1155                   | 1246                   | 1262                   | Шевирялово     | 4               |
| Юринське сільське поселення          | 80,54      | 680                    | 668                    | 587                    | Юрино          | 2               |

## Населені пункти
| №  | Місто                           | Населення, осіб (2002) | Населення, осіб (2010) |
| -- | ------------------------------- | ---------------------- | ---------------------- |
| 1  | Антипино, присілок              | 38                     | 28                     |
| 2  | Борисово, присілок              | 41                     | 65                     |
| 3  | Верхній Бугриш, присілок        | 14                     | 32                     |
| 4  | Виїзд, село                     | 178                    | 184                    |
| 5  | Глухово, присілок               | 33                     | 50                     |
| 6  | Горбуново, присілок             | 64                     | 71                     |
| 7  | Дев'ятово, присілок             | 499                    | 523                    |
| 8  | Дикуші, присілок                | 108                    | 95                     |
| 9  | Дома 1121 км, без статусу       | 34                     | 33                     |
| 10 | Дома 1125 км, без статусу       | 20                     | 22                     |
| 11 | Дома 1133 км, без статусу       | 7                      | 12                     |
| -  | Дома 1138 км, без статусу       | 0                      | -                      |
| -  | Дуванак, присілок               | 0                      | -                      |
| 12 | Дулесово, присілок              | 667                    | 678                    |
| 13 | Єлькино, присілок               | 4                      | 5                      |
| 14 | Забор'є, присілок               | 68                     | 66                     |
| 15 | Кігбаєво, село                  | 1527                   | 1613                   |
| 16 | Кордон Керкмаський, без статусу | 4                      | 6                      |
| 17 | Кордон Костинський, без статусу | -                      | 2                      |
| 18 | Костино, присілок               | 346                    | 361                    |
| 19 | Лагуново, село                  | 367                    | 365                    |
| 20 | Лисово, присілок                | 112                    | 116                    |
| 21 | Луб'янки, присілок              | -                      | -                      |
| 22 | Мазуніно, село                  | 897                    | 911                    |
| 23 | Макшаки, присілок               | 34                     | 49                     |
| 24 | Межна, присілок                 | 14                     | 38                     |
| 25 | Мильники, присілок              | 23                     | 58                     |
| 26 | Митрошино, присілок             | 26                     | 42                     |
| 27 | Мостове, село                   | 1209                   | 1269                   |
| 28 | Непряха, присілок               | 151                    | 166                    |
| 29 | Нечкіно, село                   | 1067                   | 1071                   |
| 30 | Нижній Бугриш, присілок         | 90                     | 92                     |
| 31 | Нові Макшаки, присілок          | 31                     | 8                      |
| 32 | Ожгіхіно, присілок              | 2                      | 15                     |
| 33 | Октябрський, село               | -                      | 400                    |
| 34 | Оленьє Болото, присілок         | 394                    | 444                    |
| 35 | Отуніха, присілок               | 24                     | 23                     |
| 36 | Паркачево, село                 | 67                     | 63                     |
| 37 | Пастухово, присілок             | 30                     | 82                     |
| 38 | Пентеги, присілок               | 259                    | 269                    |
| 39 | Первомайський, присілок         | 125                    | 68                     |
| 40 | Петровка, присілок              | 27                     | 23                     |
| 41 | Рябиновка, присілок             | 119                    | 150                    |
| 42 | Сергієво, присілок              | 8                      | 1                      |
| 43 | Сєверний, село                  | 2147                   | 2064                   |
| 44 | Сігаєво, село                   | 5845                   | 5648                   |
| 45 | Смолино, присілок               | 74                     | 81                     |
| 46 | Соколовка, присілок             | 707                    | 767                    |
| 47 | Стара Бісарка, присілок         | 61                     | 33                     |
| 48 | Степний, присілок               | 126                    | 98                     |
| 49 | Тарасово, село                  | 1134                   | 1056                   |
| 50 | Ужуїха, селище                  | -                      | 46                     |
| 51 | Уральський, село                | 2054                   | 1850                   |
| 52 | Усть-Сарапулка, присілок        | 587                    | 622                    |
| 53 | Чекалка, село                   | 8                      | 1                      |
| 54 | Шадріно, присілок               | 651                    | 673                    |
| 55 | Шевирялово, село                | 1086                   | 1183                   |
| -  | Шевирялово, селище              | 0                      | -                      |
| 56 | Юрино, присілок                 | 502                    | 484                    |
| 57 | Юріха, присілок                 | 291                    | 262                    |
| 58 | Юшково, присілок                | 41                     | 27                     |
| 59 | Яромаска, село                  | 173                    | 161                    |